# Rödstrumpa
| Rödstrumpa |
| --- |
| Logotyp för Redstockings (of the Women's Liberation Movement), grundad i New York 1969. - Betydelse – medlem av den radikalfeministiska Redstockings of the Women's Liberation Movement, grundad i New York 1969 - Bakgrund – Bluestockings, en borgerlig feministisk rörelse på 1800-talet - Alternativ betydelse – kvinnlig feminist oavsett hemmahörighet (pejorativt eller ironiskt) |

Rödstrumpa (engelska: Redstocking) är ursprungligen beteckningen på en medlem i den radikalfeministiska rörelsen Redstockings. Uttrycket kan också avse en person (vanligen en kvinna) med en annan feministisk åskådning och används då ofta pejorativt eller ironiskt.

## Historik

### Bakgrund
Den radikalfeministiska rörelsen Redstockings of the Women's Liberation Movement grundades 1969 i New York, av Ellen Willis och Shulamith Firestone, sedan de brutit med New York Radical Women. Namnet är härlett från Bluestockings (blåstrumpor), en borgerlig feministisk rörelse under 1800-talet med rötter till 1700-talet. Färgen byttes ut till röd för att tydliggöra den nya rörelsens socialistiska värderingar.

### Tidiga år
Firestone gick tidigt ur gruppen för att bilda New York Radical Feminists, medan andra kvinnor drev aktivismen vidare i framför allt New York, Florida och i San Francisco. Efter inaktiva perioder återbildades Redstockings 1973 av Kathie Sarachild och andra. Ellen Willis lämnade den alltmer radikala rörelsen, sedan hon kommit till andra slutsatser än Andrea Dworkin och Catharine MacKinnon kring alltmer konfliktskapande ämnen som sexualitet och pornografi.
Man ägnade sig åt medvetandehöjande sammankomster, utarbetande av den ideologiska ståndpunkten "Det personliga är politiskt", kvinnligt stödjande av andra kvinnor och systerskapsarbete, protester emot skönhetstävlingen Miss America och offentliga uttalanden för att bryta tystnaden kring exempelvis abort. 1969 författades Redstockings Manifesto, där man uttryckligen säger att rörelsens huvudsakliga fokus bör vara kring de fattigaste och mest brutalt exploaterade kvinnorna. Sålunda stadfäste man grupperingens marxistiska kopplingar och klassmedvetenhet.
Rörelsen var som mest aktiv under 1970-talet och knoppade av sig till andra kvinnoorganisationer med inriktning på socialistisk eller radikal feminism som politik. I Danmark grundades 1970 den lokala feministiska organisationen Rødstrømperne, med aktiviteter till in på 1980-talet, och i Sverige var Grupp 8 aktivt.
Orden redstocking och rödstrumpa (i svensk skrift sedan 1970) fick även en nedsättande betydelse, för alla typer av militanta feminister i bland annat USA, Storbritannien och Danmark. En del aktiva från 1970- och 1980-talets feministiska rörelse har senare avslöjat att vissa "ofeministiska" ämnen diskuterades på en del möten, men aldrig officiellt.

### Utveckling och senare år
Senare splittrades organisationen och den andra vågens feminism i ett antal olika grenar med delvis motsatta åsikter. Exempelvis övergav Ellen Willis den radikalfeministiska politiken för en mer sexpositiv agenda. Rörelsens medlemsskara var rotad i en collegeutbildad vit medelklass, och med tiden växte spänningarna gentemot svarta och kvinnor hemmahörande i andra delar av samhället.
I Sverige skapades 1991 det feministiska nätverket Stödstrumporna på initiativ av Maria-Pia Boëthius, som en parafras på 1970-talets rödstrumperörelse. Nätverket lyfte feministiska frågor och debatterade omkring möjligheten till att bilda ett feministiskt politiskt parti. 1994 påverkade man Socialdemokraterna till ökad kvinnlig politisk representation vid det årets riksdagsval, och totalt ökade kvinnorepresentationen till 41 procent i det årets nyvalda riksdag. "Stödstrumpan" Ebba Witt-Brattström var 2005 medgrundare till Feministiskt initiativ.
I den engelskspråkiga världen lever Redstockings kvar som ett kvinnohistoriskt arkiv och tankesmedja. Den etablerades 1989 av veteraner inom rörelsen och samlar information i ämnen som ursprunget 1968, medvetandehöjande texter från åren runt 1970, skrivande kring den "feministiska revolutionen", länkar till feministisk litteratur och aktivistiska texter.